# Železniční trať Szczecin Główny – Trzebież Szczeciński
Železniční trať Szczecin Główny – Trzebież Szczeciński je železniční trať v Polsku vlastněná státem a spravovaná společností PKP Polskie Linie Kolejowe, která ji eviduje pod číslem 406. Propojuje město Štětín a obec Trzebież, konkrétně stanice Szczecin Główny a Trzebież Szczeciński. První úsek dnešní dráhy byl otevřen v roce 1856, v plné délce byla trať zprovozněna roku 1886.

## Historie
Do provozu byla trať uváděna postupně po částech. Jako první byl v roce 1898 vystavěn úsek ze stanice Szczecin Główny (Stettin Hauptbahnhof) do stanice Szczecin Drzetowo (Stettin Bredow). Ve stejném roce byla vystavěna trať z Drzetowa do Jasienice. V roce 1910 byla vystavěna trať mezi Jasienicí a konečnou stanicí Trzebież Szczeciński (Ziegenort). V roce 1982 byla dokončena elektrizace trati.

## Stanice a zastávky

### Štětín

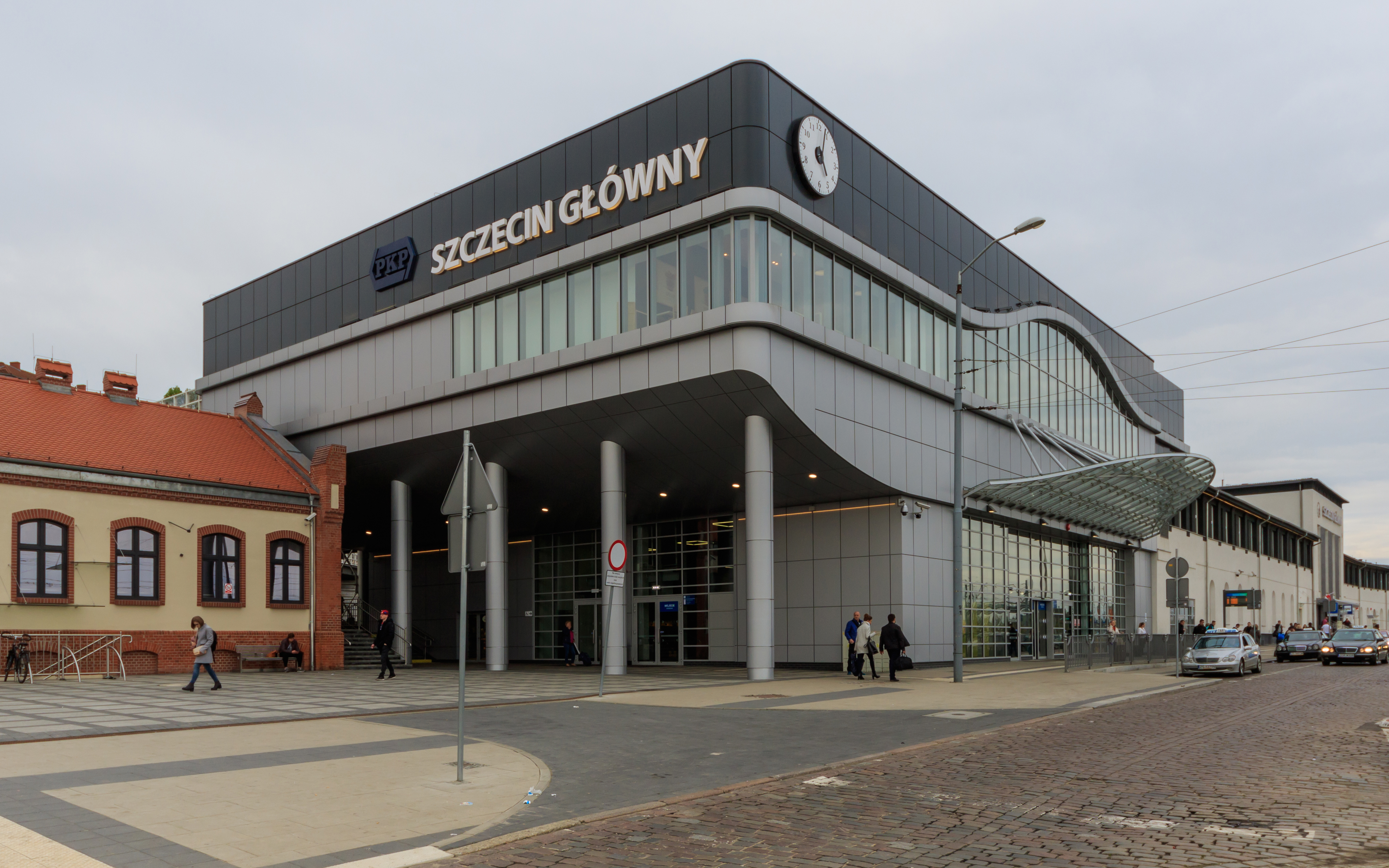
Szczecin Główny
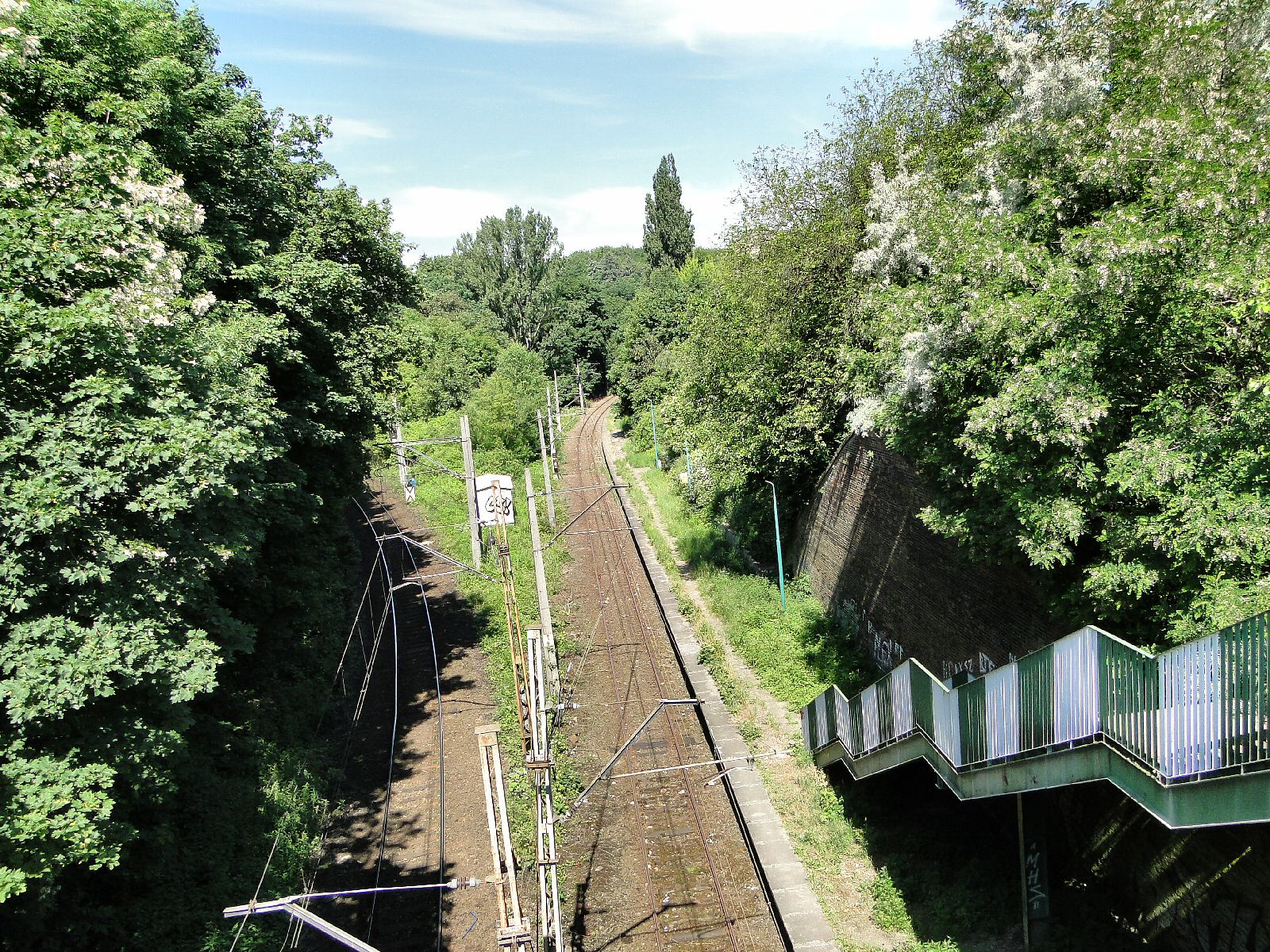
Szczecin Pomorzany
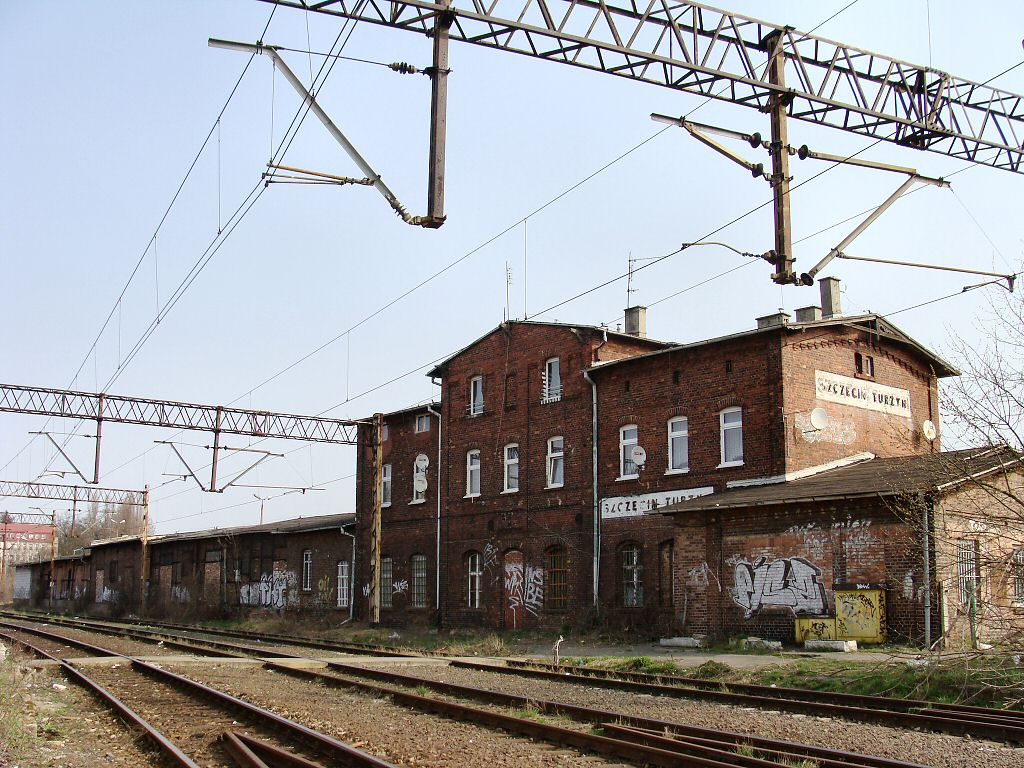
Szczecin Turzyn
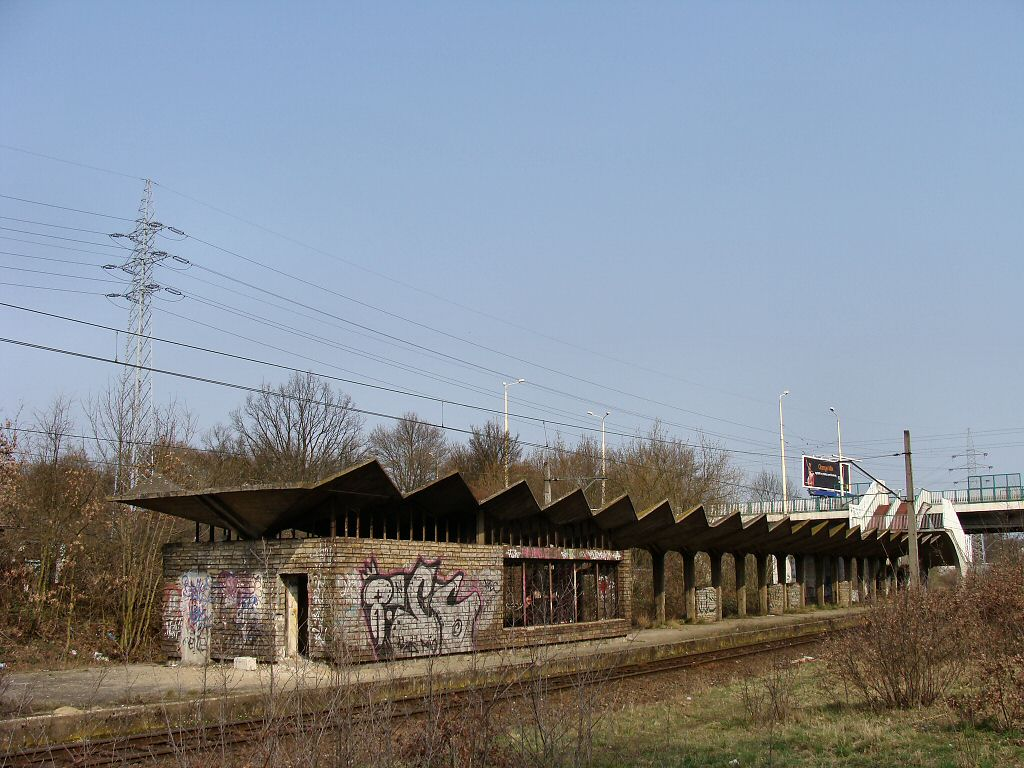
Szczecin Pogodno
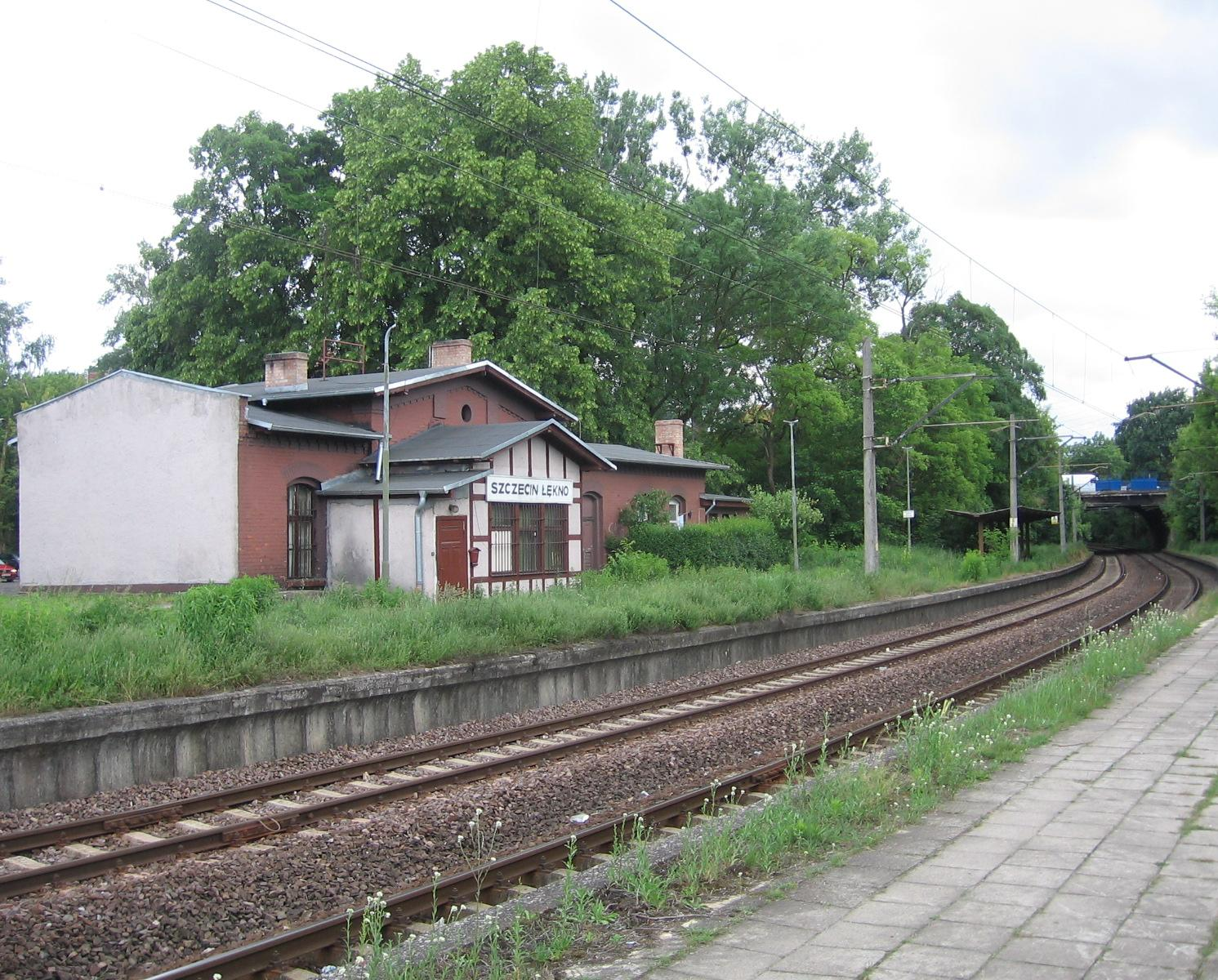
Szczecin Łękno
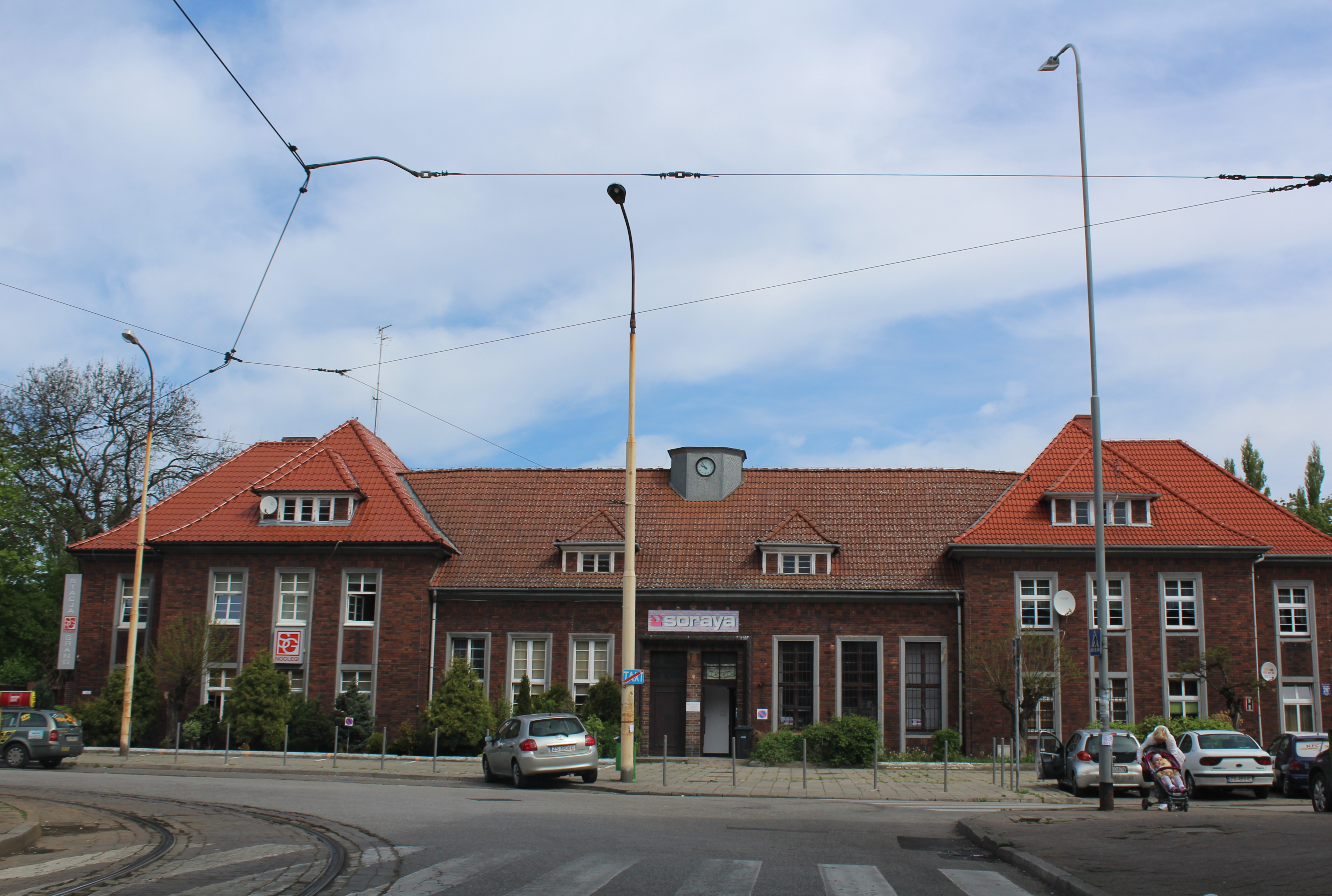
Szczecin Niebuszewo
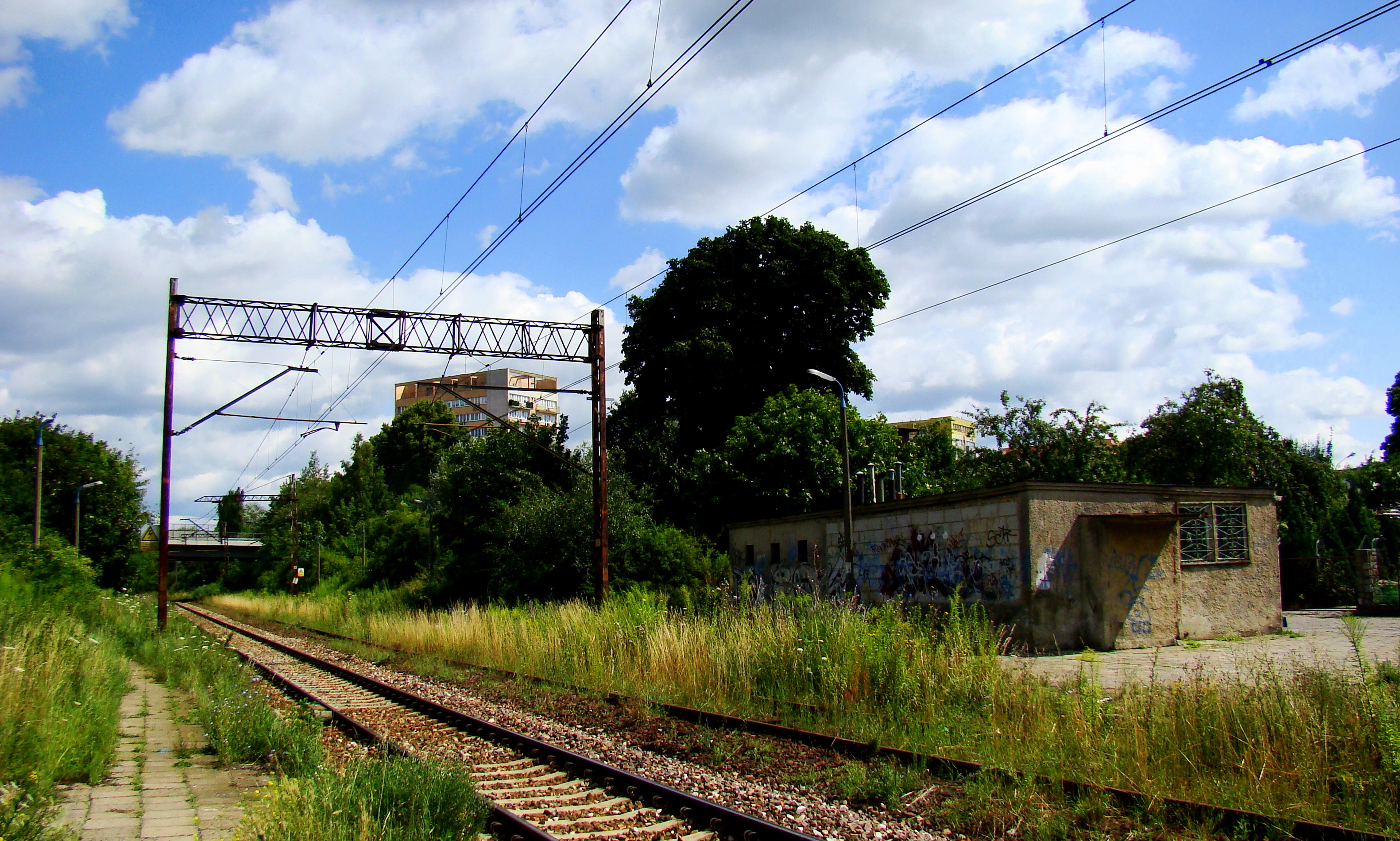
Szczecin Drzetowo
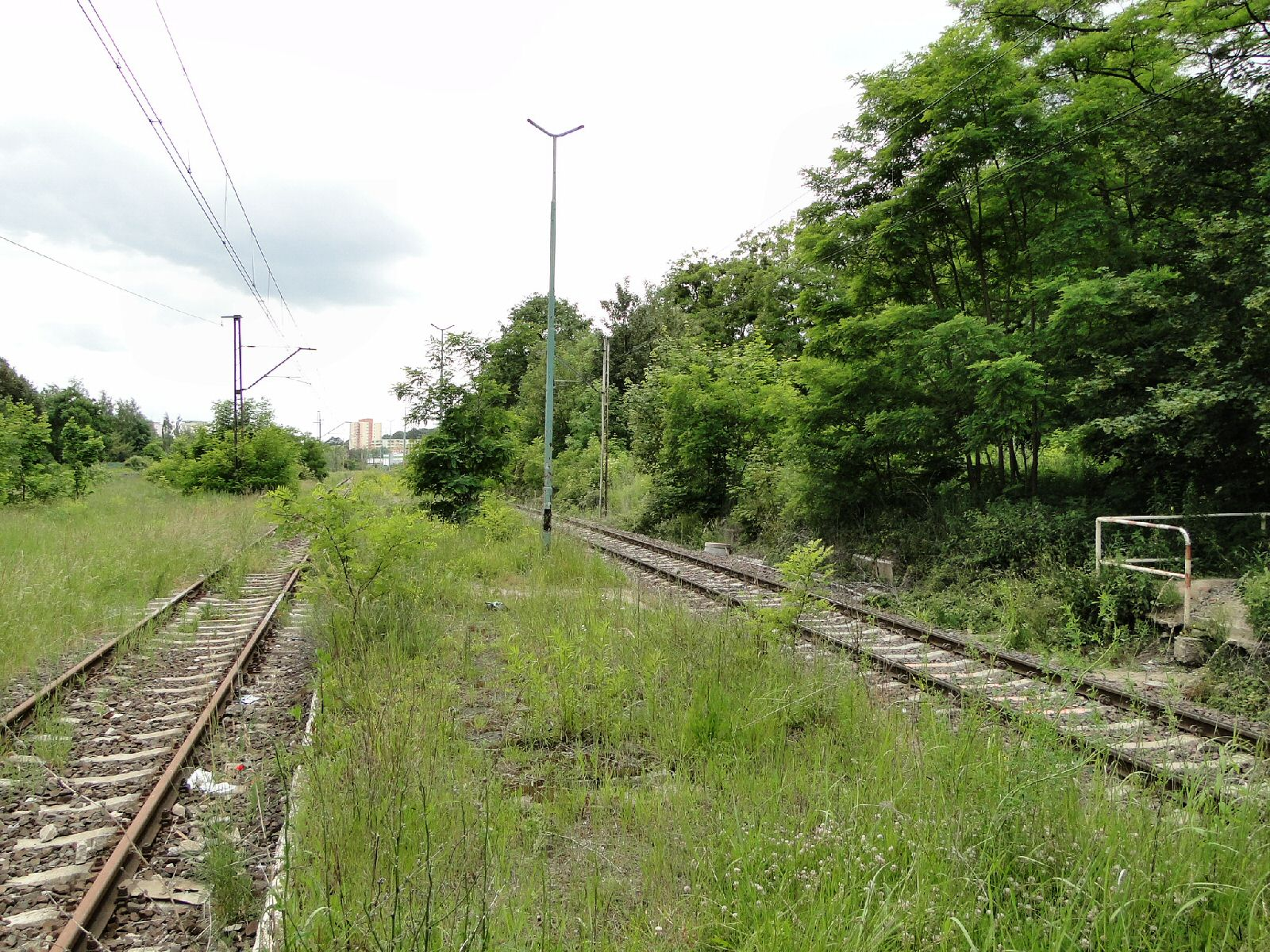
Szczecin Żelechowo
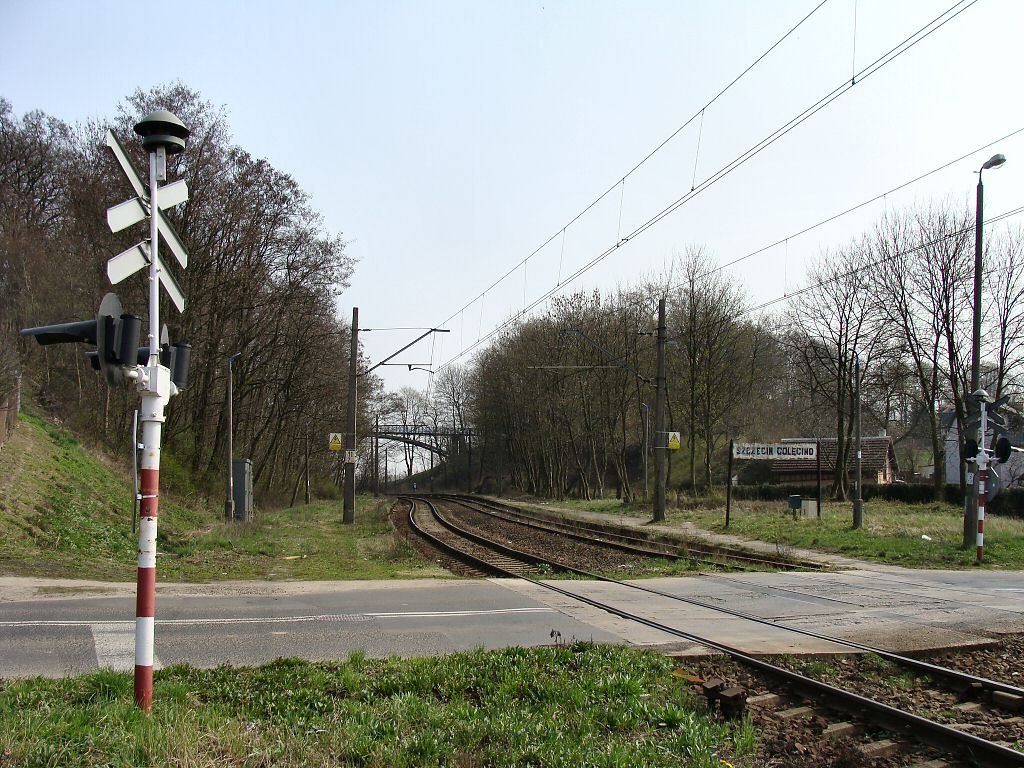
Szczecin Golęcino
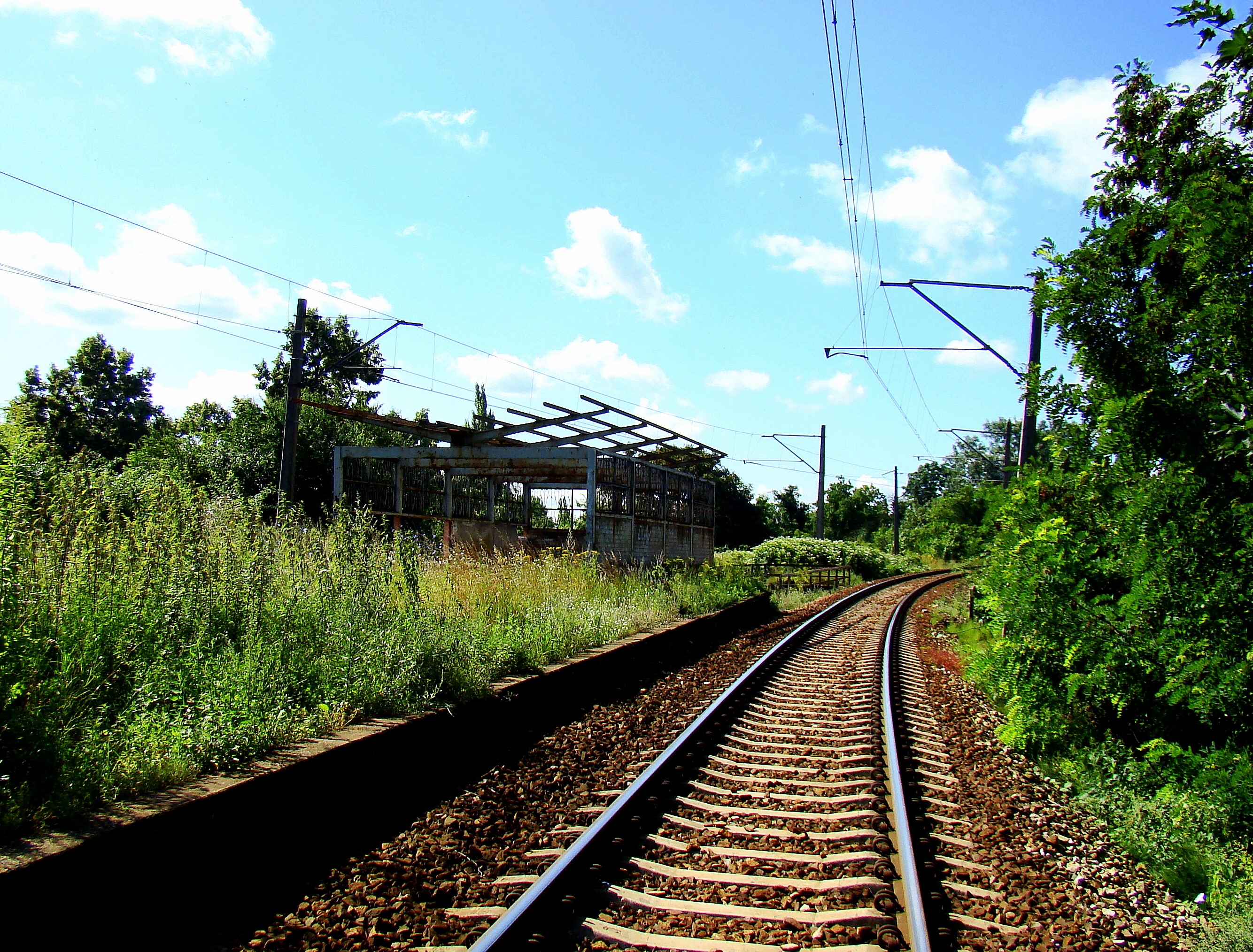
Szczecin Gocław
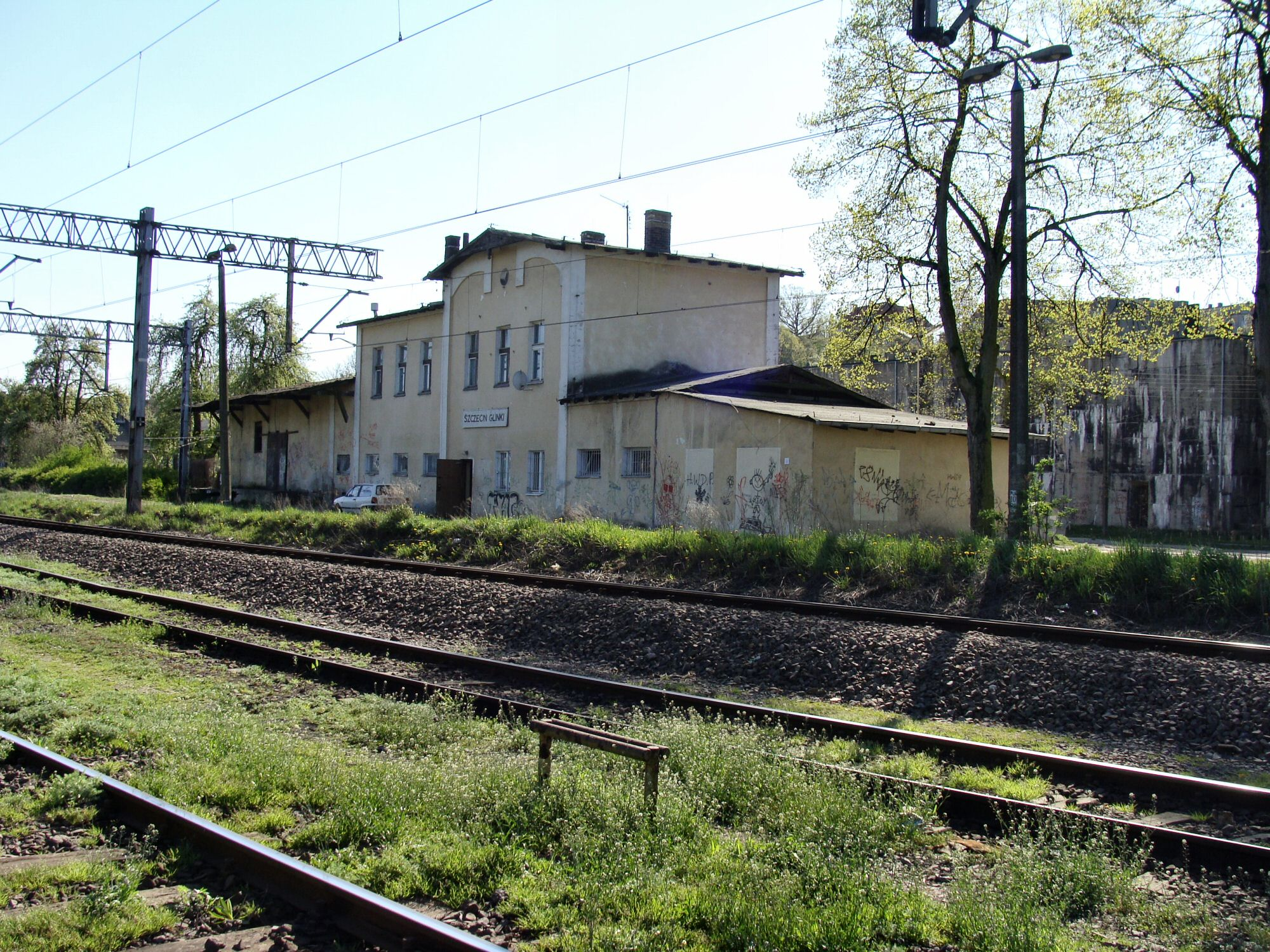
Szczecin Glinki
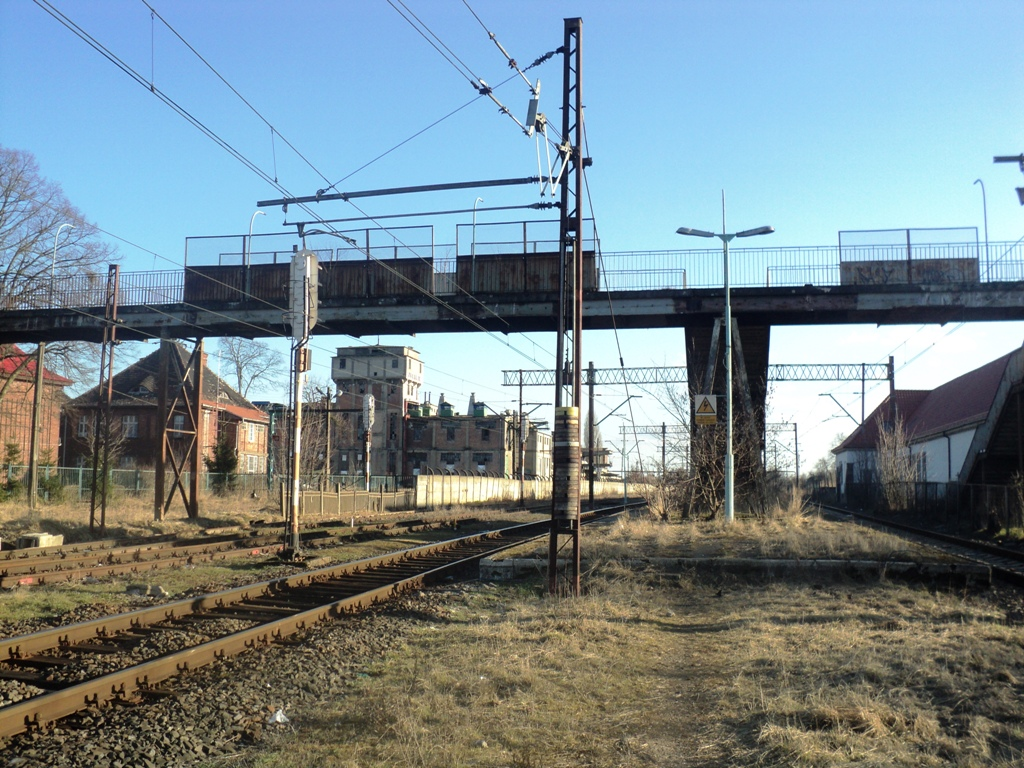
Szczecin Skolwin

### Powiat policki

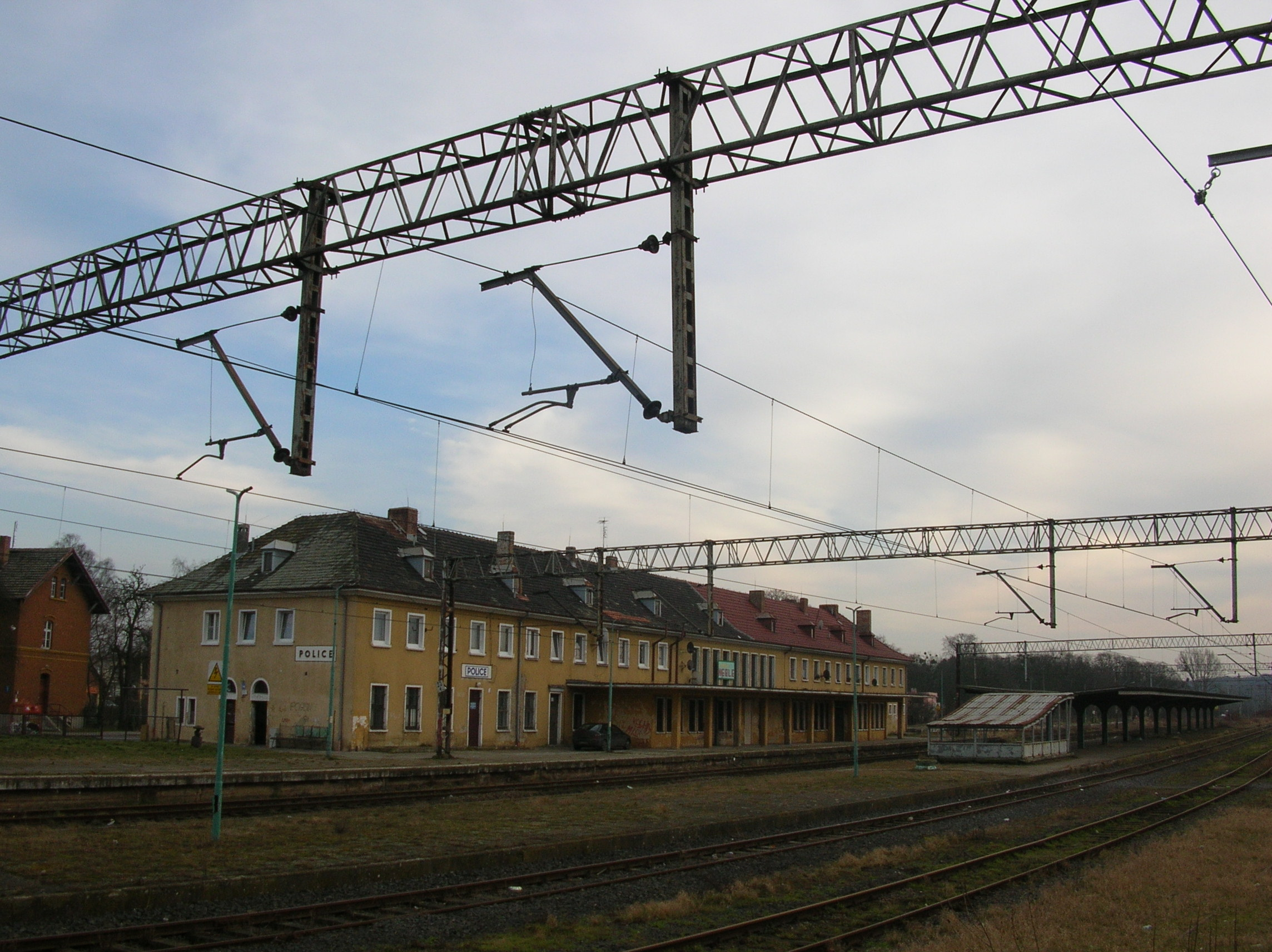
Police
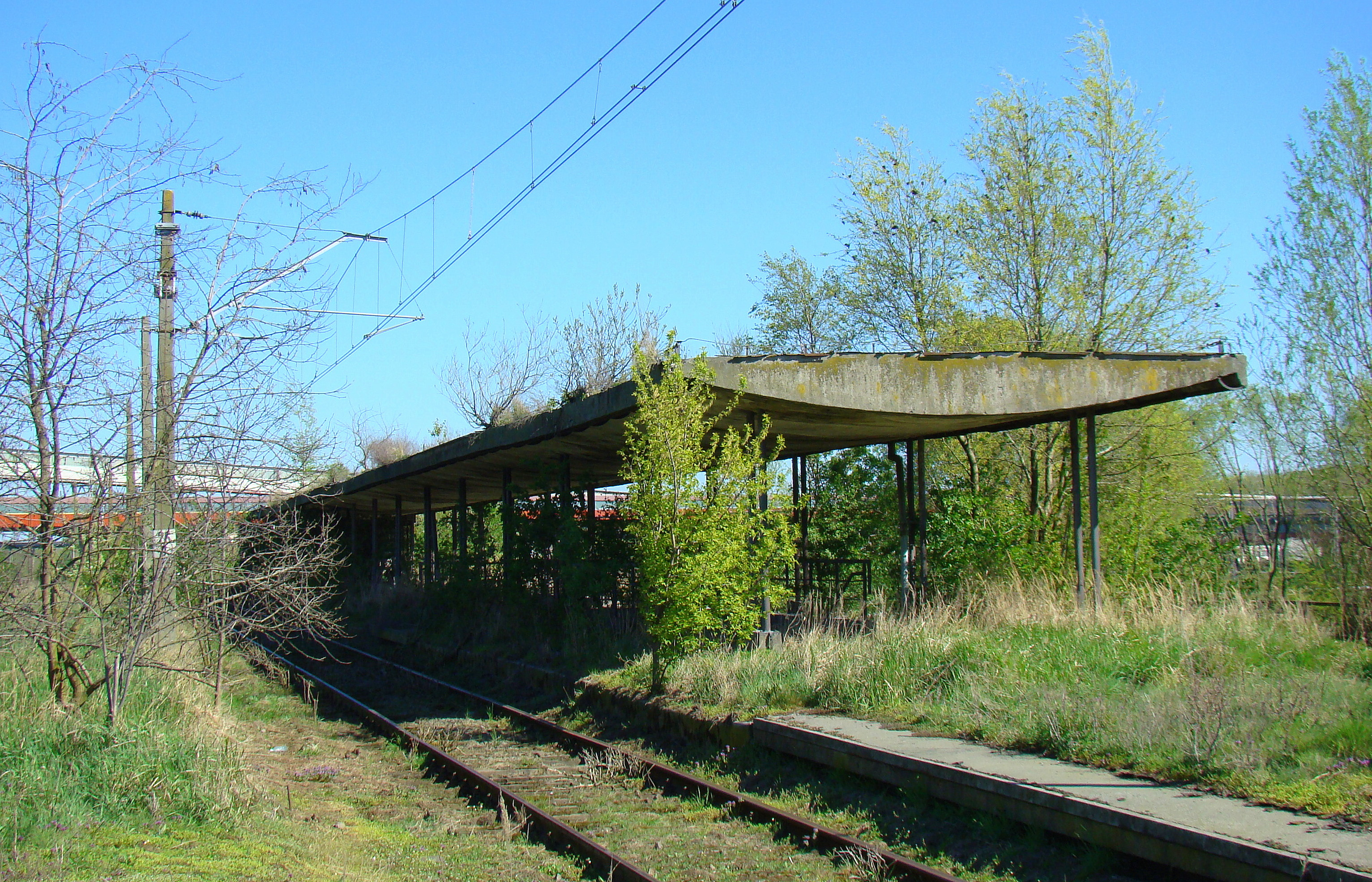
Police Zakład
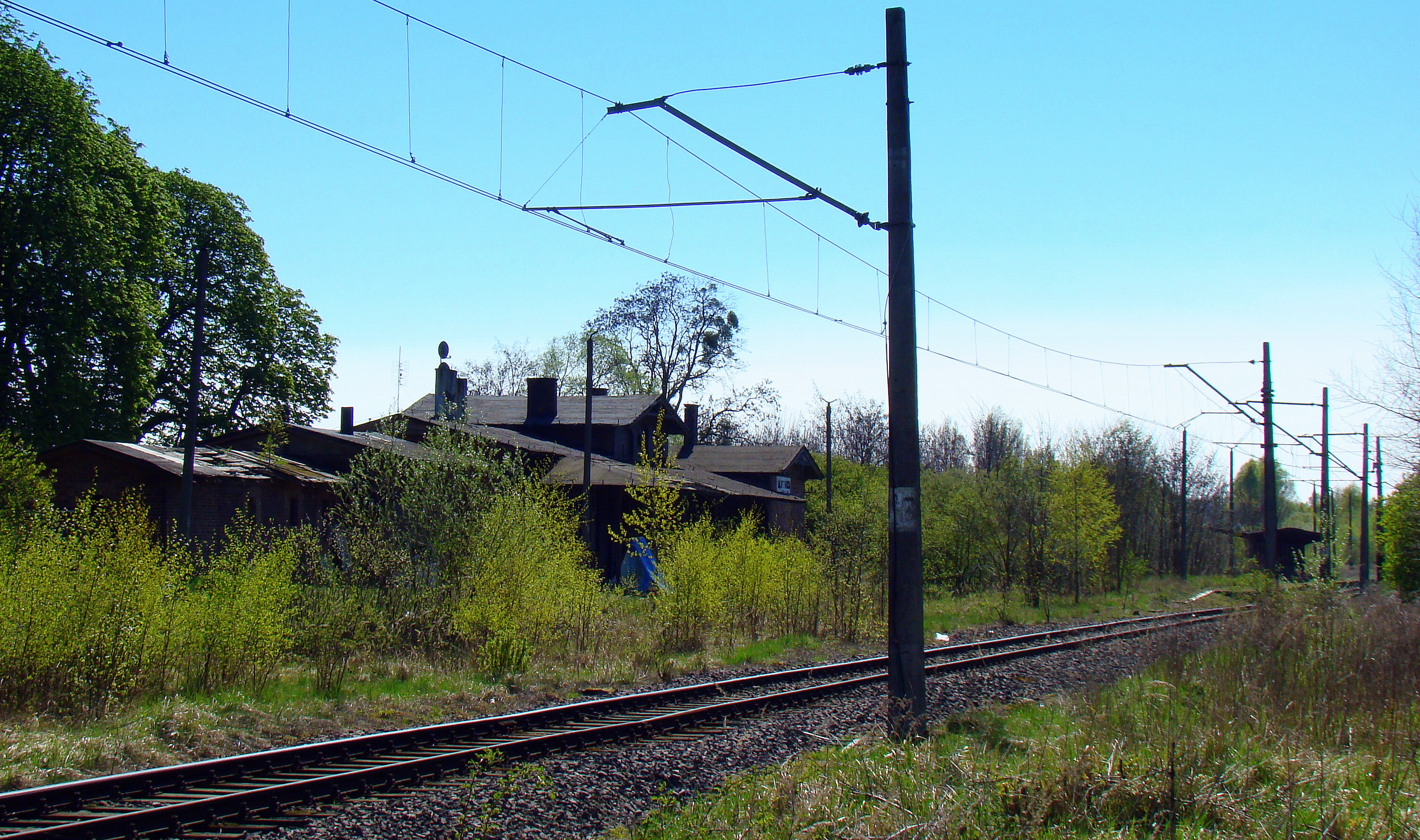
Jasienica
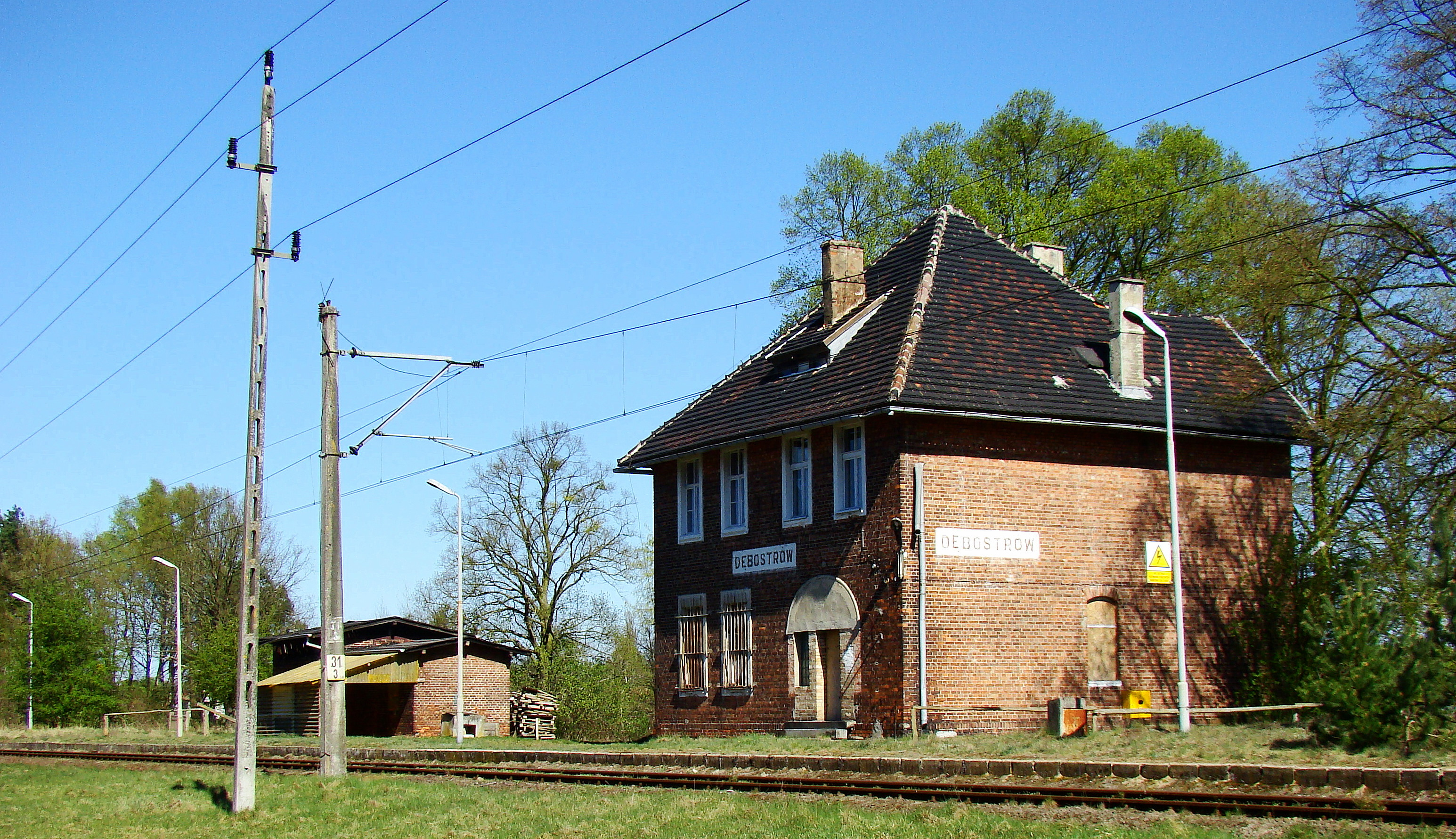
Dębostrów
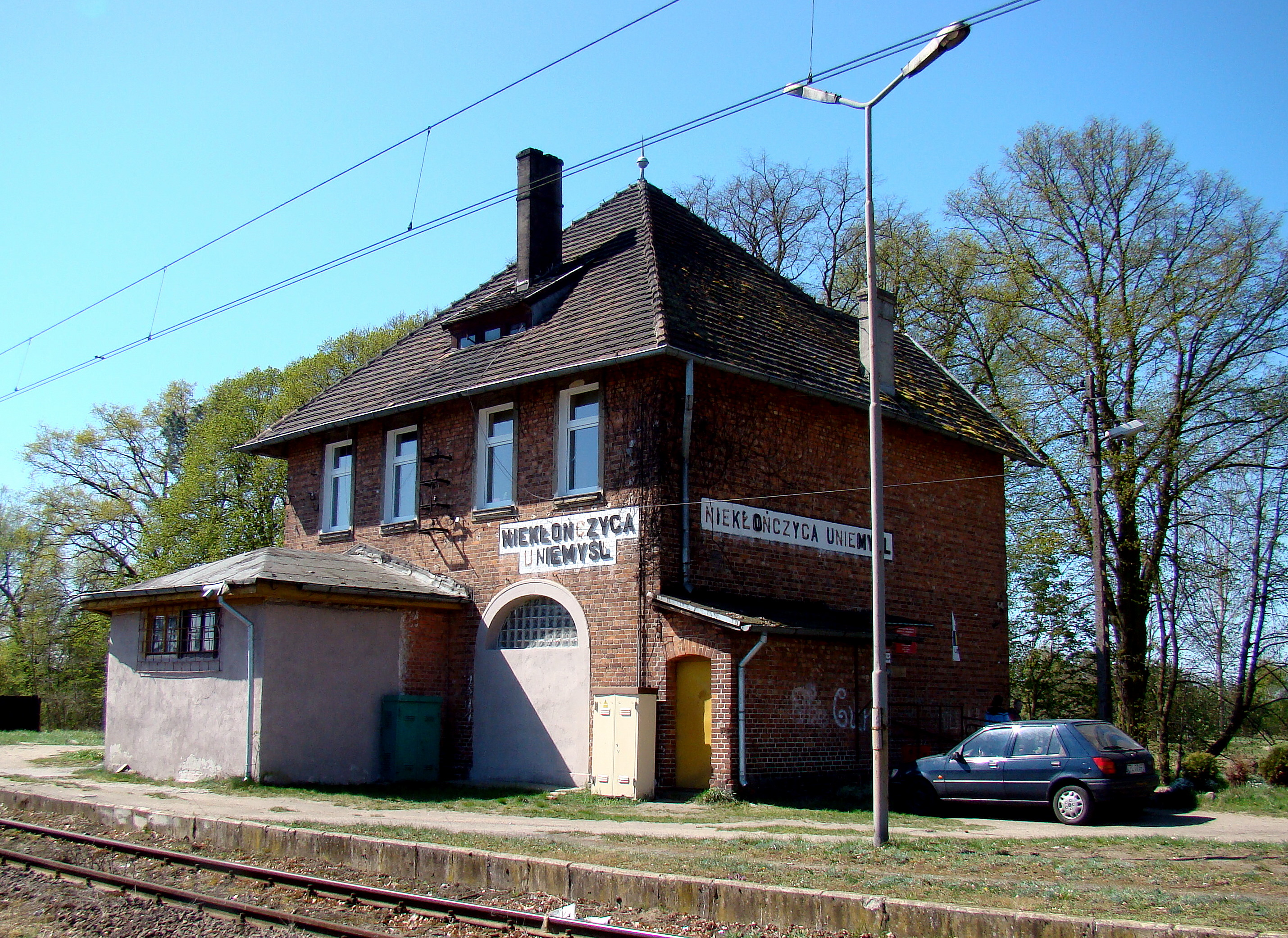
Niekłończyca Uniemyśl
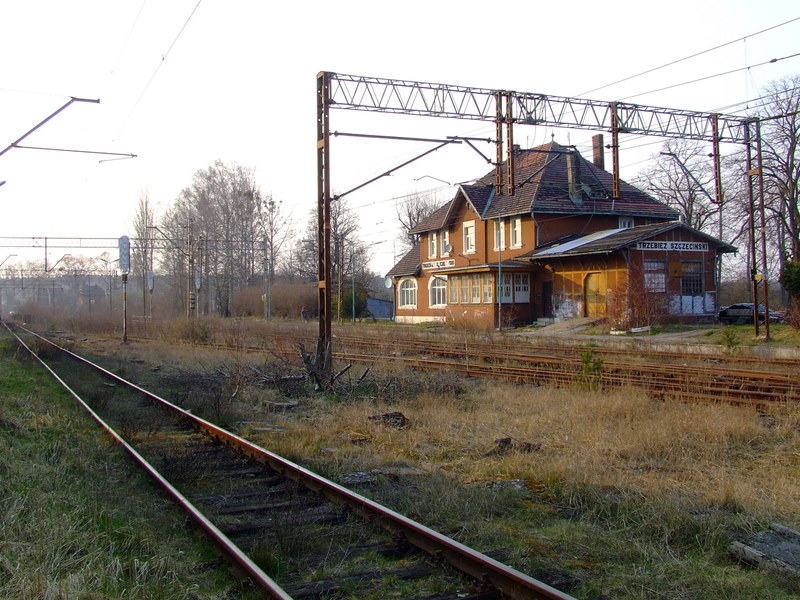
Trzebież Szczeciński